# Volleyboll vid olympiska sommarspelen 1968
De olympiska turneringarna 1968 i volleyboll avgjordes mellan den 13 och 26 oktober 1968 i Mexico City.

## Medaljtabell
| Pl. | Nation          | Guld | Silver | Brons | Totalt |
| --- | --------------- | ---- | ------ | ----- | ------ |
| 1   | Sovjetunionen   | 2    | 0      | 0     | 2      |
| 2   | Japan           | 0    | 2      | 0     | 2      |
| 3   | Polen           | 0    | 0      | 1     | 1      |
| 3   | Tjeckoslovakien | 0    | 0      | 1     | 1      |

## Medaljsammanfattning
| Gren                        | Guld | Silver | Brons |
| Volleyboll, damer detaljer  | Sovjetunionen Ljudmila Buldakova Ljudmila Michailovskaja Tatjana Veinberga Vera Lantratova Vera Galusjka-Dujunova Tatjana Sarytjeva Tatjana Ponjajeva-Tretjakova Nina Smolejeva Inna Ryskal Galina Leontjeva Roza Salichova Valentina Kamenjok-Vinogradova | Japan Setsuko Yoshida Suzue Takayama Toyoko Iwahara Youko Kasahara Aiko Onozawa Yukiyo Kojima Sachiko Fukanaka Kunie Shishikura Setsuko Inoue Sumie Oinuma Makiko Furakawa Keiko Hama | Polen Elżbieta Porzec Zofia Szczęśniewska Wanda Wiecha Barbara Hermela-Niemczyk Krystyna Ostromęcka Krystyna Krupa Jadwiga Książek Józefa Ledwig Krystyna Jakubowska Lidia Chmielnicka Krystyna Czajkowska Halina Aszkiełowicz |
| Volleyboll, herrar detaljer | Sovjetunionen Oļegs Antropovs Ivans Bugajenkovs Volodymyr Bjeljajev Volodymyr Ivanov Valerij Kravtjenko Jevhen Lapinskij Vasilijus Matuševas Viktor Michaltjuk Georgij Mondzolevskij Jurij Pojarkov Eduard Sibirjakov Borys Teresjtjuk                     | Japan Masayuki Minami Katsutoshi Nekoda Mamoru Shiragami Isao Koizumi Kenji Kimura Yasuaki Mitsumori Naohiro Ikeda Jungo Morita Tadayoshi Yokota Seiji Oko Tetsuo Satō Kenji Shimaoka | Tjeckoslovakien Bohumil Golián Antonín Procházka Petr Kop Jiří Svoboda Josef Musil Lubomir Zajisek Josef Smolka Vladimir Petlak Frantisek Sokol Zdenek Groessel Pavel Schenk Drahomir Koudelka                                 |